# Antoine Aude
Pour les articles homonymes, voir Aude.
Antoine François Aude (Aix-en-Provence, 17 janvier 1799–Aix-en-Provence, 19 mars 1870) est un homme politique français qui a notamment exercé la fonction de maire d'Aix-en-Provence de 1835 à 1848. Il a connu la renommée en raison de son comportement dévoué lors de l'épidémie de choléra qui a frappé la Provence et Aix-en-Provence en 1835 et laisse l'image d'un des plus grands maires bâtisseurs qu'ait connu la ville.

## Biographie
Antoine Aude est né à Aix-en-Provence le 17 janvier 1799. Son père, Antoine-Laurent-Michel Aude, est avocat au Parlement d'Aix avant la Révolution, puis professeur de droit, et enfin officier municipal sous la Révolution.
Il suit des études de droit en compagnie d'Adolphe Thiers et de François-Auguste Mignet avec lesquels il se lie d'amitié. Il est conseiller municipal du maire d'Aix, Joseph Chambaud, au moment de l'épidémie de choléra qui ravage Aix en 1835. Il s'y distingue par une conduite exemplaire. Alors que de nombreux officiers municipaux démissionnent, Aude reste à son poste et s'efforce de porter secours à la population. Cette attitude lui vaut de recevoir la distinction de chevalier de la Légion d'honneur et, le 29 juillet 1835, d'être élu maire d'Aix-en-Provence. Ses compétences sont remarquées jusqu'au plus haut du gouvernement français qui lui propose à plusieurs reprises la direction de différentes préfectures. Il refuse ces propositions, préférant se consacrer à la gestion de sa ville.
À l'issue des événements de 1848, il remet ses charges de maire d'Aix entre les mains d'Émile Ollivier, membre du gouvernement provisoire.

## Réalisations
La municipalité Aude[Quoi ?] a contribué au développement de la ville d'Aix-en-Provence sous plusieurs aspects. Il a ainsi permis le passage de la ville à l'éclairage au gaz en 1841. Il a aussi créé la faculté de Lettres de la ville, les écoles normales d'instituteurs et d'institutrices, l'École nationale d'Arts et Métiers d'Aix. Il permet la création de salles d'asile, il crée le marché aux bestiaux de la ville ainsi que le cabinet d'histoire naturelle. En dehors de la ville, il est aussi à l'origine du chemin de fer de Rognac, de la construction du canal de François Zola et de la conception du canal du Verdon. Ces états de service laissent à Antoine Aude la réputation d'un des maires bâtisseurs les plus actifs de la ville d'Aix-en-Provence.
En 1870, une rue du centre d'Aix-en-Provence reçoit son nom ; elle était jusqu'alors dénommée rue de l'Official.